# Парламентские выборы на Мальте (2003)
Всеобщие парламентские выборы на Мальте прошли 12 апреля 2003 года. В результате победу одержала Националистическая партия, получившая 35 из 65 мест парламента. Лидер партии Эдвард Фенек Адами вновь стал премьер-министром страны.

## Результаты
| Партия                              | Голоса  | %     | Изменение | Количество мест | Изменение |
| ----------------------------------- | ------- | ----- | --------- | --------------- | --------- |
| Националистическая партия           | 146 172 | 51,8  | —         | 35              | —         |
| Лейбористская партия                | 134 092 | 47,5  | +0,5      | 30              | —         |
| Демократическая альтернатива        | 1929    | 0,7   | -0,5      | —               | —         |
| Независимые                         | 20      | 0,0   | —         | —               | —         |
| Недействительных/пустых бюллетеней  | 2909    | —     | —         | —               | —         |
| Всего                               | 285 122 | 100,0 |           | 65              | -4        |
| Зарегистрированных избирателей/Явка | 294 106 | 96,9  | —         | —               | —         |
| Источник: Nohlen & Stöver           |         |       |           |                 |           |